# خاک سرد
فیلم  خاک سرد  به کارگردانی رضا سبحانی، نویسندگی رضا سبحانی و یزدان عشیری و تهیه‌کنندگی عبدالرضا آشتیانی ساخته سال ۱۳۸۴ است.

## خلاصه فیلم
یک خانواده زلزله زده در دل برهوت کویر، شاهد فداکاری‌های کودک خانواده برای نجات آن هاست.

## جشنواره‌ها
فیلم خاک سرد در بیست و پنجمین دوره جشنواره فیلم فجر (۱۳۸۵) حضور داشته‌است.
همچنین این فیلم در سی و هشتمین دوره جشنواره فیلم رشد (۱۳۸۷) تندیس بهترین فیلم مسابقات را کسب کرده‌است.